# Mont-Gauthier
Pour les articles homonymes, voir Gauthier.
Mont-Gauthier (en wallon Malåtchî) est une section et un village de la ville belge de Rochefort situés en Région wallonne dans la province de Namur.

## Évolution démographique
- Source: DGS, 1831 à 1970=recensements population, 1976= habitants au 31 décembre

## Histoire
Mont-Gauthier était une commune à part entière avant la fusion des communes de 1977.
Lors de la Bataille de France au cours de la Seconde Guerre mondiale, Mont-Gauthier est prise le 12 mai 1940, après que les Français s'en soit repliés, par les Allemands de la Panzer-Aufklärung-Abteilung 37, unité de reconnaissance de la 7e Panzerdivision d'Erwin Rommel.